# Maurizio Moscatelli
Maurizio Moscatelli (Cesena, 26 marzo 1955) è un allenatore di calcio ed ex calciatore italiano.

## Carriera

### Calciatore
Cresciuto nel vivaio del Cesena, esordisce nel professionismo nel 1974 passando in prestito al Piacenza, militante in Serie C. Inizialmente riserva di Stefano Lazzara, si guadagna il posto da titolare nel girone di ritorno, contribuendo con 17 presenze alla promozione in Serie B della squadra allenata da Giovan Battista Fabbri. Nella stagione successiva è il vice di Gianni Candussi, e colleziona 6 presenze nella serie cadetta, anche a causa di problemi fisici.
Rientrato al Cesena, viene nuovamente girato in prestito nelle serie inferiori, questa volta allo Spezia. I liguri di Nedo Sonetti ottengono il terzo posto nel campionato di Serie C 1976-1977 e Moscatelli viene premiato come miglior portiere del campionato di Serie C, oltre ad essere convocato nella nazionale di categoria. A fine stagione fa ritorno al Cesena, con il quale debutta in prima squadra giocando 11 partite nel campionato di Serie B 1977-1978, prima di passare per due stagioni alla Pistoiese, sempre nella serie cadetta. In Toscana Moscatelli è titolare inamovibile (76 partite disputate su 76 di campionato, relegando in panchina Lido Vieri), e contribuisce alla prima, e a oggi unica, promozione in Serie A degli arancioni.
Nel 1980 passa alla Lazio, appena retrocessa in Serie B a causa dello scandalo calcioscommesse, per sostituire lo squalificato Massimo Cacciatori. Inizialmente titolare, subisce la rottura del tendine d'Achille nella partita contro il Monza del 7 dicembre 1980, e rimane fuori squadra per quattordici mesi. Ristabilitosi dal grave infortunio non ritrova il posto da titolare, a causa della concorrenza interna di Felice Pulici e Dario Marigo e successivamente di Fernando Orsi, così dopo la promozione in Serie A del club romano nel 1983 viene ceduto alla Cavese, con cui disputa la sua settima stagione consecutiva di Serie B.
Nel 1984 scende in Serie C1 tornando a vestire la maglia della Pistoiese, con cui scende in campo solamente in 4 occasioni e non evita la retrocessione in Serie C2. Chiude la carriera militando nell'Ancona, nella Vis Pesaro (dove avrà per secondo Alberto Fontana) e nel Riccione.
In carriera ha collezionato complessivamente 125 presenze in Serie B.

### Allenatore
Terminata la carriera agonistica, ha ricoperto il ruolo di preparatore dei portieri delle giovanili e della prima squadra del Cesena per diverse stagioni.

## Palmarès

### Club

#### Competizioni nazionali
- Campionato italiano Serie C: 1

Piacenza: 1974-1975
- Campionato italiano Serie C2: 1

Vis Pesaro: 1986-1987